# Zdzisław Mach
Pour les articles homonymes, voir Mach.
Zdzisław Mach (né le 15 novembre 1954 à Cracovie) est un sociologue et anthropologue polonais, spécialisé dans les études européennes.
Titulaire d'un doctorat et d'une habilitation en philosophie et en sociologie, il a exercé diverses responsabilités au sein de l'université Jagellonne de Cracovie.
Il en a notamment été directeur de l'Institut de sociologie (1991-1993), doyen de la faculté de philosophie (1993-1999), directeur de la chaire puis de l'Institut d'études européennes (2004-2012).
De 2016 à 2020, il est doyen de la Faculté de relations internationales et de sciences politiques de l'université Jagellonne.
Ses recherches et publications traitent d'anthropologie sociale, d'études européennes (identité culturelle européenne), de sociologie de la culture et des relations interculturelles et interethniques.

## Formation
Il a obtenu en 1978 une maîtrise de sociologie à l'université Jagellonne.
Dans la même université, il a soutenu en 1984 sa thèse de doctorat intitulée Culture et personnalité dans l'anthropologie culturelle américaine et il a obtenu son habilitation en 1990 pour une thèse sous le titre Symbols, Conflict and Identity. Il a été nommé professeur en 1999.
Il est par ailleurs professeur à l'École supérieure d’administration de Bielsko-Biała (Wyższa Szkoła Administracji w Bielsku-Białej).

## Principales publications
- Niechciane miasta, Cracovie, 1998.
- Symbols, Conflict and Identity, Albany, SUNY Press 1993.
- Kultura i osobowości w antropologii amerykańskiej, PWN, Cracovie, 1989.
- Religion and Politics. East-West. Contrasts from Contemporary Europe, CUD Press, Dublin 2000[3]

## Professeur invité ou associé
Il a été professeur invité ou associé dans de nombreuses universités étrangères, notamment :
- Université Montpellier III Paul Valéry,
- Université d'Exeter,
- University College Dublin,
- Université de Chicago,
- Université d'Oxford,
- St. John's College, Oxford
- Universiteit van Amsterdam,
- Université d'Édimbourg,
- Fellow of The Netherlands Institute for Advanced Study,
- American Council of Learned Societies